# 伊沃拉
伊沃拉，是西班牙加泰罗尼亚莱里达省的一个市镇。 总面积15.4平方公里，总人口119人（2013年），人口密度7.73人/平方公里。

## 人口
| 1900 | 1930 | 1950 | 1970 | 1981 | 1986 |
| ---- | ---- | ---- | ---- | ---- | ---- |
| 266  | 326  | 287  | 222  | 199  | 190  |